# Jakkanahalli, Gubbi
Jakkanahalli là một làng thuộc tehsil Gubbi, huyện Tumkur, bang Karnataka, Ấn Độ.